# Almir
Almir de Souza Fraga (Porto Alegre, 26 maart 1969) is een voormalig Braziliaans voetballer.

## Braziliaans voetbalelftal
Almir debuteerde in 1990 in het Braziliaans nationaal elftal en speelde 5 interlands.